# Blickpunkt Archäologie
Blickpunkt Archäologie ist eine vom Deutschen Verband für Archäologie (DVA) herausgegebene archäologische Zeitschrift.
Sie erscheint vierteljährlich mit folgenden Rubriken
- Im Blickpunkt – verbandsübergreifendes Titelthema für Archäologinnen und Archäologen aller Fachdisziplinen.
- Verbandsnachrichten
- Forum
- Museum
- International
- Forschung

Die Zeitschrift führt, stärker an einem breiten Publikum ausgerichtet, das Archäologische Nachrichtenblatt fort. Sie verzichtet dabei auf einige fachspezifische Rubriken der Vorgängerzeitschrift, wie die Vorstellung universitärer Abschlussarbeiten oder Personalia (von Nachrufen abgesehen). Sie erschien nach ihrer Begründung im Jahr 2013 zunächst im Konrad Theiss Verlag, wechselte aber 2015 zum Verlag Dr. Friedrich Pfeil in München. Seit 2024 ist die Zeitschrift im Open Access verfügbar.